# Stortjärnen (Kalls socken, Jämtland, 703598-137426)
Stortjärnen är en sjö i Åre kommun i Jämtland och ingår i Indalsälvens huvudavrinningsområde. Sjön har en area på 0,0946 kvadratkilometer och ligger 526,2 meter över havet. Sjön avvattnas av vattendraget Bodbäcken.

## Delavrinningsområde
Stortjärnen ingår i det delavrinningsområde (703734-137291) som SMHI kallar för Mynnar i Kallsjön. Medelhöjden är 497 meter över havet och ytan är 14,88 kvadratkilometer. Det finns inga avrinningsområden uppströms utan avrinningsområdet är högsta punkten. Bodbäcken som avvattnar avrinningsområdet har biflödesordning 2, vilket innebär att vattnet flödar genom totalt 2 vattendrag innan det når havet efter 310 kilometer. Avrinningsområdet består mestadels av skog (85 procent). Avrinningsområdet har 0,1 kvadratkilometer vattenytor vilket ger det en sjöprocent på 0,6 procent.